# ليه خلتني أحبك (أغنية)

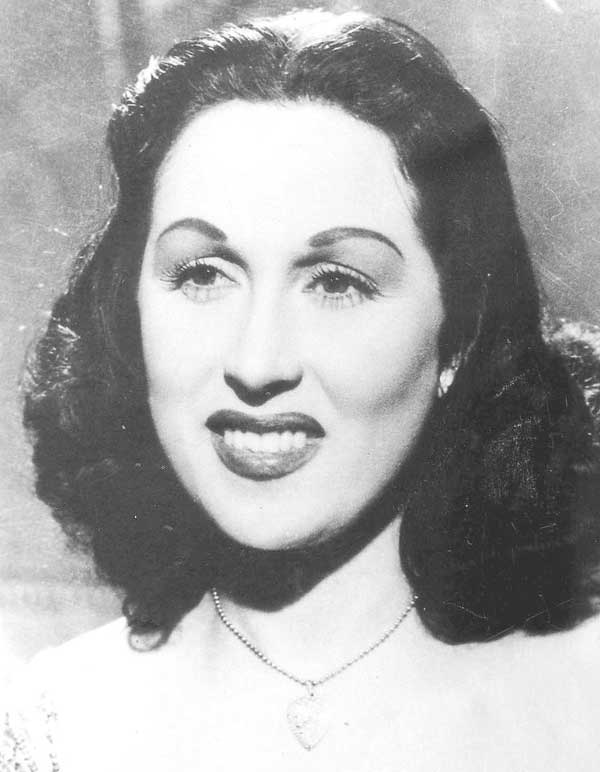
ليلى مراد(1918 - 1995)

ليه خلتني أحبك هي أغنية من كلمات الشاعر مأمون الشناوي ولحن كمال الطويل غنتها ليلى مراد في فيلم "الحبيب المجهول" عام 1955، ثم نجاة الصغيرة وحققت شهرة كبيرة وقام بغنائها عدد من مغنيين ومغنيات العرب في نسخ مختلفة تزيد عن 20 نسخة على مدار أكثر من 60 سنة. الأغنية من مقام عجم عشيران 

## خلفية الأغنية

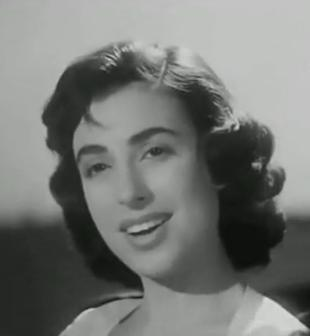
نجاة الصغيرة (مواليد 11 أغسطس 1938)

أجتمع بعض الفنانين في بيت كمال الطويل وكان من بينهم الشاعر مأمون الشناوي الذي استأذن من الطويل في الانصراف ولكن الطويل أصر على أن يكمل الشناوي السهرة مع الأصدقاء وقال لضيفه أنه يحبه وأن هذا الحب لا ذنب له فيه بل أن الشناوي هو السبب وهتف بجملته التالية: "ليه خلتني أحبك"، وضحك الشاعر وقال أن جملته هذه تصلح لبداية أغنية، وأكمل الملحن الحوار قائلاً أنه سوف يسعده تلحين مثل هذه الأغنية.
كتبت الصحفية "ورد الغنام" على صفحات مجلة "صباح الخير": في 3 نوفمبر 2015 حوار مع الملحن زياد الطويل  نجل الملحن كمال الطويل الذي أفاد أن الحكاية بدأت عندما ذهبت ليلى مراد إلى محمد عبد الوهاب ليلحن لها إحدى أغنيات فيلم "الحياة الحب"، واعتذر عبد الوهاب وكان بصحبته الملحن الشاب، الغير معروف وقتها، كمال الطويل، فأشار إليه عبد الوهاب وقال : أنا مستعد أخلى الأستاذ كمال الطويل يلحن لك الغنوة دى." وعندما تساءلت ليلى مراد قائلة: "كمال مين؟
وعاد عبد الوهاب يشير إلى كمال قائلاً: "أنت ما تعرفيش الأستاذ كمال الطويل؟ ده ملحن كبير قوى."
ولم يبدو على النجمة الكبيرة، وقتها، ليلى مراد اقتناعها وانتهى اللقاء.
استمعت ليلى مراد، بعد عشرة شهور، إلى أغنية عبد الحليم حافظ "على قد الشوق" وأعجبت بالأغنية وسارعت بالاتصال بالإذاعة وسألت عن اسم الملحن، وعرفت أنه كمال الطويل، وراحت تبحث عنه إلى أن جمعتها به الصدفة في إحدى السهرات وظلت تعتذر للطويل طوال السهرة عن عدم تقديرها لموهبته عندما التقت به في بيت عبد الوهاب. كان الطويل مولعا بصوت ليلى مراد وسارع بقبول الاعتذار وظل ساهرا لثلاث ليال يلحن أغنية "ليه خلتني أحبك"، من كلمات الشاعر مأمون الشناوى.

## رواية نجاة

كمال الطويل (1922 - 2003)

روت المطربة نجاة الصغيرة عن عملها في مطلع خمسينات القرن 20  في لبنان وكيف كان اللبنانيون يحبون صوتها وهي تؤدي أغنيات أم كلثوم، وتقول: "ذات يوم كنت أجلس في غرفتي بفندق طانيوس الشهير، وكنت أسرح تواقة إلى أن تكون لي شخصيتي الخاصة وطابعي المتميّز بين المطربات. وأفقت من استغراقي في التفكير على صوت على التليفون يقول: "أنا كمال الطويل وموجود في بهو الفندق"، نزلت مسرعة إليه وبمجرد لقائه دس يده في جيبه وأخرج منه كلامًا لأغنية قال إنها آخر ما لحنه، وأسمعني المطلع وأعجبت به، واتفقنا أن أعود إلى القاهرة لأحفظه وأسجله. وتروي نجاة الصغيرة كيف عادت من لبنان بعد أسابيع وبدأت في حفظ الأغنية، وقال لها كمال الطويل: "لا تهتمي بما قد يكون قد بلغ سمعك من شائعات"، وواصلت تقول: "في الحقيقة لم أهتم بما يقول، وحفظت الأغنية ودفعت ثمنها تأليفا ولحنا. حتى هذه اللحظة لم أكن أعلم أن ليلى مراد تغنيها أو أن الأغنية ستثير هذه الضجة؛ لكن عندما ذهبت للإذاعة لأخذ رأي لجنة النصوص في الأغنية، فقال لي المسئول الأغنية: "كده أحسن من الأول"، وروى لي الحكاية وقال إن ليلى مراد تقدمت بالأغنية هذه للإذاعة ولجنة النصوص اعترضت على بعض كلماتها. ولا أنكر أنني غضبت فلم أكن أريد أن تقترن أغنياتي بذلك؛ مما يضر سمعتي كمطربة خاصة أنني كنت أقلد أم كلثوم فيقول عني الجمهور إنني سارقة أغنيات وأنغام."
تواصلت الصغيرة مع كمال الطويل الذي روى لها القصة كاملة وقال إنه أخذ كلام الأغنية من مأمون الشناوي، وبعد أن لحنها سمعتها ليلى مراد وحفظتها وتصادف أن سمعها المخرج حسن الصيفي، وقرر ضمها إلى أغاني ليلى مراد في فيلم "الحبيب المجهول"، وقال الطويل إنه لم يشأ أن يقول هذه الرواية لنجاة الصغيرة. تقول نجاة الصغيرة أنها قررت التنازل عن الأغنية ولكنها قرأت حديثا لليلى مراد تتهمها بالسرقة واعتبرت كلامها تحديا وتمسكت بالأغنية التي دفعت ثمنها وسجلتها في الإذاعة. صادفت أغنية "ليه خلتني أحبك" نجاحًا كبيرًا لدرجة أن الإذاعة أذاعتها 12 مرة في يوم واحد،.
(لجنة النصوص بالإذاعة المصرية مكونة من كبار الشعراء تجيز أو تمنع أو تغير النص) (لجنة الإستماع الموحدة المكونة من كبار الملحنين لإجازة اللحن)

## الأغنية أمام القضاء
كانت لجنة النصوص بالإذاعة المصرية، وتضم من بين أعضائها الشاعر صلاح عبد الصبور وأحمد رامى، قد قررت تغيير بعض الجمل وكان الاعتراض على جملة (ليه تهرب من ذنبك) واستمرت اللجنة في التعديل بحضور المؤلف مأمون الشناوى. غضبت ليلى مراد من اللجنة وأقامت دعوى قضائية (كسبتها ولكن بعد 3 سنوات) وكان الملحن كمال الطويل حاضراً أثناء مناقشة لجنة النصوص وتصور أن اللحن لن يظهر للمستمع بسبب غضب ليلى مراد وتعنت اللجنة التي نصحته باختيار أي صوت آخر لغناء اللحن. كان أمام كمال الطويل 3 اصوات نسائية: شهر زاد وصباح ونجاة الصغيرة، فضلاً عن وقوع حادث مفاجئ وقف في طريق إصدار الأغنية بصوت ليلى مراد، حيث ظهرت عليها أعراض الحمل، ولازمت الفراش وتوقفت تماماً عن الغناء.
سافر كمال الطويل إلى بيروت لتسجيل برامج غنائية لإذاعة الشرق الأدنى، والتقى هناك بنجاة الصغيرة التي كانت تغنى هناك أغاني أم كلثوم، حيث أنها لم تلمع بأغانيها الخاصة بعد، وقدم لها الطويل أغنية "ليه خلتني أحبك" معتقداً أن ليلى لن تستطيع الغناء، وغنتها نجاة. وضعت ليلى مراد مولودها استأنفت نشاطها الفني، وطالبت الطويل أن يعيد لها أغنيتها، وعندما امتنع الطويل سارعت ليلى بإقامة دعوى قضائية ضده وضد نجاة بحجة أنهما سلباها أغنية من حقها.
كانت ليلى مراد على وشك اعتزال الفن وكان آخر أفلامها "الحبيب المجهول"، مما دعى جمهورها إلى الاعتقاد بأن اعتزالها كان بسبب ظهور الشابة الجديدة الصغيرة "نجاة الصغيرة" بأغنية "ليه خلتني أحبك" التي وضعتها في مصاف نجوم الغناء وقتها.
كان تطور الأحداث ليس في صالح ليلى مراد فقد تم تصوير فيلم "الحبيب المجهول" وأصبح جاهز للعرض بينما تعترض الإذاعة المصرية على بث أغنيتها "ليه خلتني أحبك" لوجود كلمات تحمل تعدياً على الأديان، في جملة "فين تهرب من ذنبك"، وطلبت الإذاعة إعادة تسجيلها ولكن المغنية رفضت أن يقال عنها أنها تتعدى على الأديان ورفضت أيضا تغيير الكلمات أو إعادة التسجيل، وأكد ذلك الملحن زياد الطويل، نجل كمال الطويل خلال حواره مع الإعلامية منى الشاذلي في برنامج "معكم منى الشاذلي" على قناة (CBC). وهكذا ماتت الأغنية لعدم إذاعتها، وهنا قام مأمون الشناوي بتغيير الكلمات وغنتها نجاة الصغيرة لتنال الشهرة الكافية لانتشار الشائعات.

## كلمات الأغنية
ليه خلتني احبك لا تلومنى ولا اعاتبك
فين اهرب من حبك روح منك لله
بدموعي الحيرانة وعيوني السهرانة
بدعيلك آه يانا روح منك لله
كان حبك عذاب واسية وهواني ما بعده هوان
لو كان الغرام بايديا مكانش جرى اللي كان
يا خاين ملكش امان ورتني العذاب ألوان، ليه ليه
ليه خلتني احبك لا تلومنى ولا اعاتبك
فين اهرب من حبك روح منك لله
بدموعي الحيرانة وعيوني السهرانة
بدعيلك آه يانا روح منك لله
بكتني في ليلة عيدي يا خسارة غرامي فيك
وطفيت شمعتي بتنهيدي ودعيت ربنا يهديك
نسيتني ابتسامة فرحي وريتني مرارة جرحي، ليه ليه
ليه خلتني احبك لا تلومني ولا اعاتبك
فين اهرب من حبك روح منك لله
بدموعي الحيرانة وعيوني السهرانة
بدعيلك آه يانا روح منك لله
ياما غيري هيشرب كاس سقتهولي السنين بإيديك
والحب الجميل احساس ياريته يمر عليك
انا وحدي اللي ليا فيه وانا وحدي فضلت اقاسيه، ليه ليه 
قام الشاعر مأمون الشناوي بتغيرات في كلمات الأغنية حسب طلب لجنة الاستماع بالإذاعة المصرية كالآتي: (فين تهرب من ذنبك .. تحولت إلى: فين اهرب من حبك) - (بدعيلك بأمانة .. تحولت إلى: بدعيلك آه يانا) - (مش ممكن يمر عليك .. تحولت إلى: ياريته يمر عليك)

## نسخ الأغنية
قام الكثيرين من نجوم الغناء وعلى مدار أكثر من 60 سنة بتقديم نسخ مختلفة من أغنية "ليه خلتني أحبك" كما قدمتها الفرق الموسيقية وصدرت منها نسخ للهواة لغنائها بطريقة الكاريوكي. قام بتقديمها كل من:
ليلى مراد – نجاة الصغيرة – ميادة الحناوي – إلين خلف – نانسي عجرم – فضل شاكر – آمال ماهر – شيرين عبد الوهاب – سوزان تميم – السورية من أصل أرمني لينا شماميان – كاظم الساهر – المعنية السورية السويدية فايا يونان – المغني والملحن وكاتب الأغاني العراقي حسين البصري – الأردنية نداء شرارة – الكويتي مطرف المطرف – السورية خريجة المعهد العالي للموسيقى هبه فاهمه– الممثل والمطرب المصري عمر كمال – المطرب والملحن الأردني خالد عياد – علاء قرمان -  العراقي قحطان العطار 

## وصلات خارجية
https://www.vetogate.com/2902016 ليه خلتني أحبك (أغنية)
https://www.youtube.com/watch?v=c-Erz_76X-w ليه خلتني أحبك (أغنية)
https://www.youtube.com/watch?v=2OTRfLwPqhM ليه خلتني أحبك (أغنية)
https://www.youtube.com/watch?v=9Md7FSRiMp4 ليه خلتني أحبك (أغنية)
https://www.youtube.com/watch?v=F4pvzHDkbvI ليه خلتني أحبك (أغنية)
https://www.youtube.com/watch?v=x9D3PoLQghw ليه خلتني أحبك (أغنية)
https://www.youtube.com/watch?v=nNPmeQ0B08s ليه خلتني أحبك (أغنية)
https://www.youtube.com/watch?v=rkbpeupuYSI ليه خلتني أحبك (أغنية)
https://www.youtube.com/watch?v=HVJvgiGNmCE ليه خلتني أحبك (أغنية)
https://www.youtube.com/watch?v=2QtKAHhHslw ليه خلتني أحبك (أغنية)
https://www.youtube.com/shorts/HVviaCc-fb0 ليه خلتني أحبك (أغنية)
https://www.youtube.com/watch?v=CDy2MiaOPw4 ليه خلتني أحبك (أغنية)
https://www.youtube.com/watch?v=XyHQT1i7wZ0 ليه خلتني أحبك (أغنية)
https://www.youtube.com/watch?v=hZyIl7VzVPM ليه خلتني أحبك (أغنية)
https://www.youtube.com/watch?v=6IdX5elxvWk ليه خلتني أحبك (أغنية)
https://www.youtube.com/watch?v=vRkKjs-jaso ليه خلتني أحبك (أغنية)
https://www.youtube.com/watch?v=PQQHxxnDQMA ليه خلتني أحبك (أغنية)
https://www.youtube.com/watch?v=nh6mv2_cttc ليه خلتني أحبك (أغنية)
https://www.youtube.com/watch?v=CeaQAErnHFs ليه خلتني أحبك (أغنية)
https://www.youtube.com/watch?v=5GeoA3k9Nlc ليه خلتني أحبك (أغنية)
https://www.youtube.com/watch?v=X98s4Zwy_tM ليه خلتني أحبك (أغنية)
https://www.youtube.com/watch?v=F7B8wOIZUvE ليه خلتني أحبك (أغنية)
https://www.youtube.com/watch?v=yyuGzAvVD9E ليه خلتني أحبك (أغنية)